# Plíseň

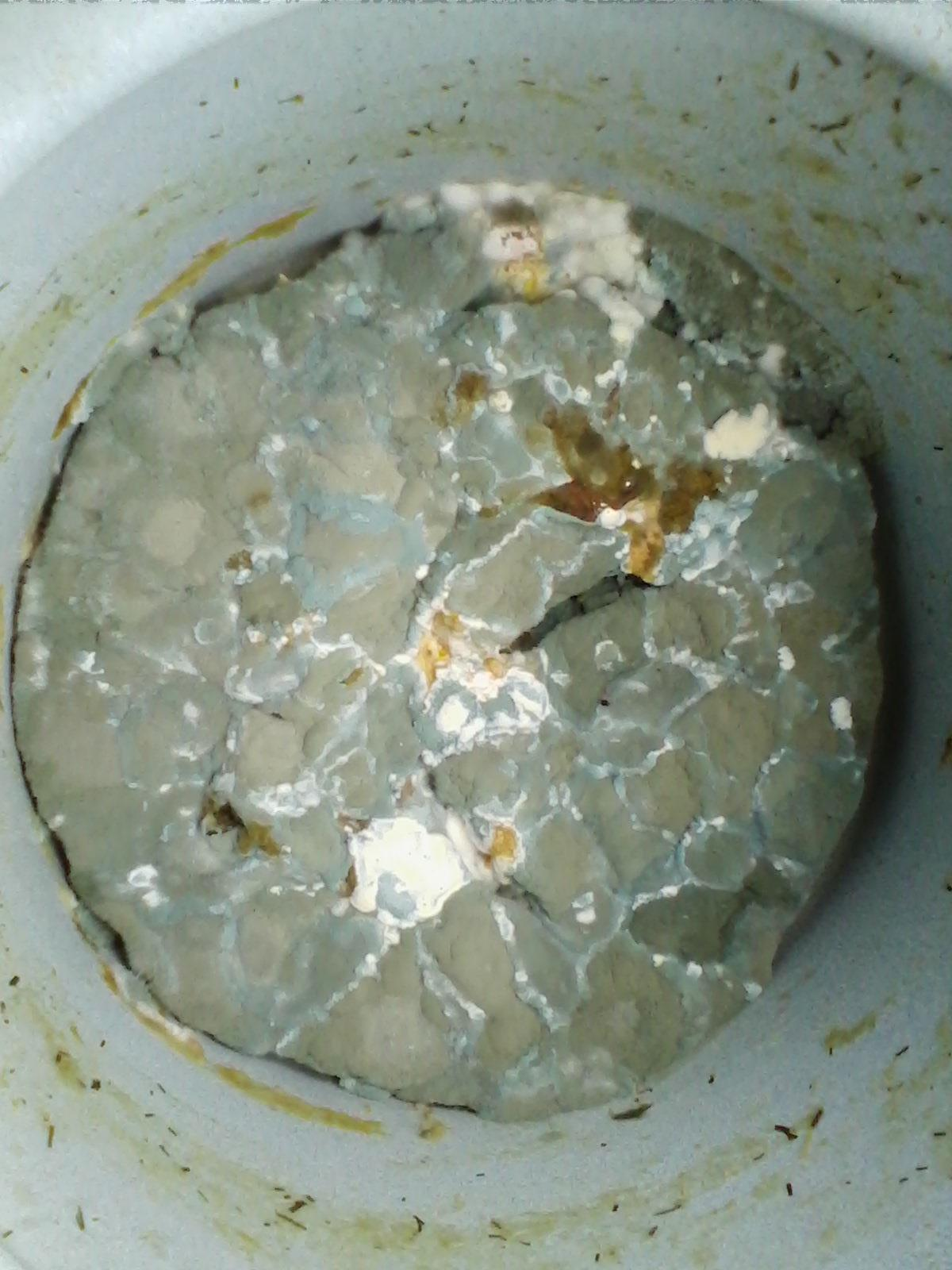
Plísní kompletně pokrytý obsah nádoby

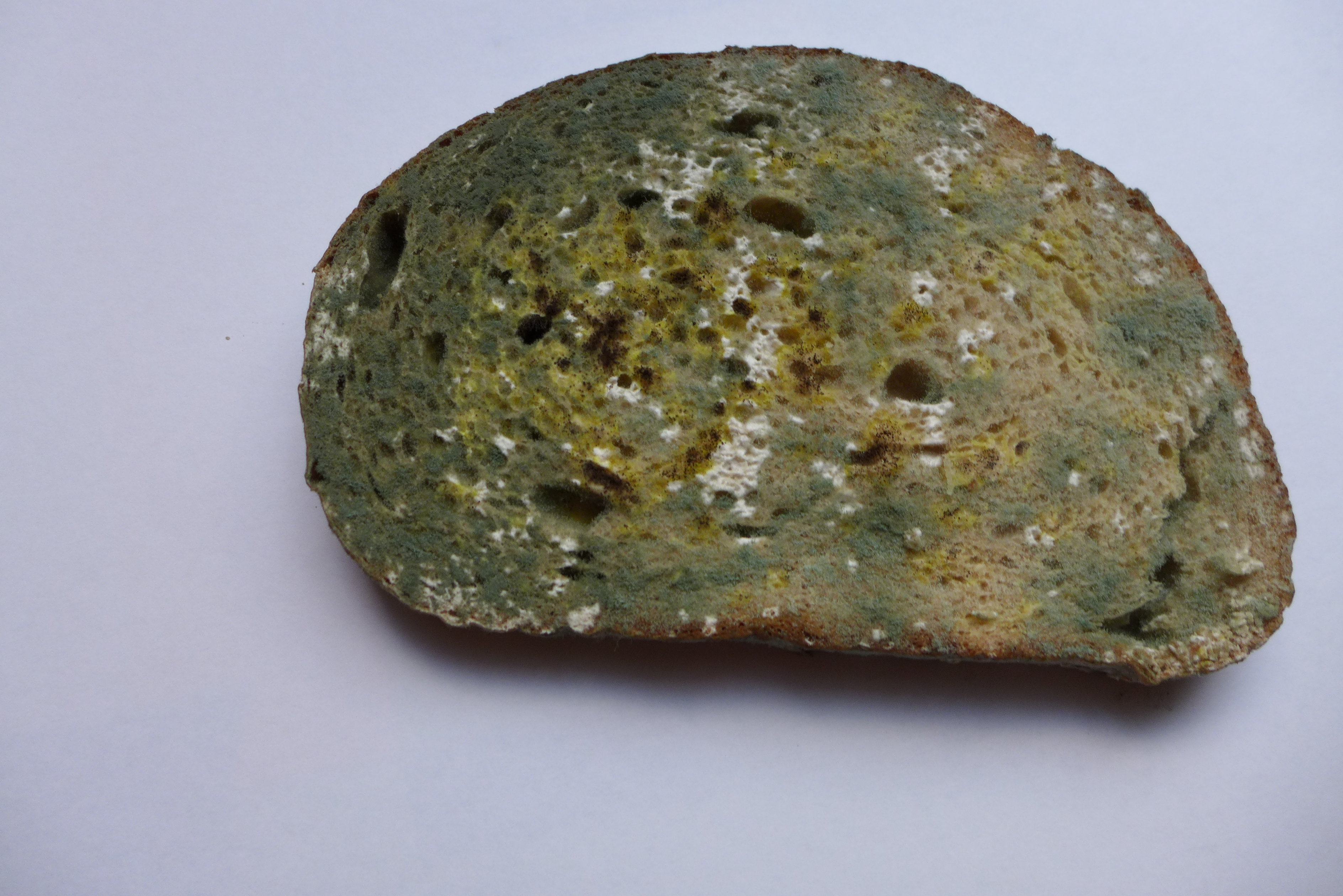
Plísní pokrytý krajíc chleba

Plíseň je nesystematické označení pro skupinu hub, které pokrývají povrch jemným bílým nebo barevným myceliem.
Mezi plísně jsou zahrnuty fykomycety (pravé plísně) s rody Absidia, Mucor (plíseň hlavičková) a Rhizopus, vřeckaté houby (mj. s rody Bysochlamys a Neurospora) a Fungi imperfecti (houby nedokonalé) s rody Alternaria, Aspergillus, Botrytis, Cladosporium, Fusarium, Penicillium, Scopulariopsis, Sporotrichum, Stachobotrys a Trichothecium. Plísně jsou většinou saprofytické, mohou být užitečné (produkují-li antibiotika, organické kyseliny, příp. enzymy v průmyslovém měřítku) nebo škodlivé (působící mykózy lidí, zvířat i rostlin, tvořící mykotoxiny, rozkládající potraviny a krmivo, dřevo, kůži, papír, textilie aj.).

## Využití plísní
Různé druhy hub, které se nazývají plísněmi, mají využití ve farmaceutickém, chemickém i potravinářském průmyslu. Nejznámější je využití druhu Penicillium notatum, který produkuje známá antibiotika (látky, které zabíjejí živé mikroorganismy, zejména bakterie). Léky vyráběné z tohoto druhu plísně jsou známy pod názvem penicilin. Za objev penicilinu dostal roku 1945 Nobelovu cenu Alexander Fleming a spolu s ním i jeho spolupracovníci Chain a Florey. V potravinářství se používají např. k výrobě plísňových sýrů sýrové plísně Penicillium roqueforti či Penicillium camemberti.

## Složení plísně
Plísně jsou mnohobuněčné organizmy, tělo se skládá z podhoubí a výtrusnice.

## Rozmnožování
Plísně rostou všude tam, kde je dostatek vlhkosti. Při růstu vytvářejí reprodukční orgány, ze kterých uvolňují do okolního ovzduší spory (rozmnožovací částice). Ty jsou velmi malé a lehké, tudíž se přenáší vzduchem na velké vzdálenosti.
Ve venkovním prostředí rostou nejčastěji na rostlinném odpadu a v půdě. Ve venkovním ovzduší se vyskytují převážně od jara do podzimu. V závislosti na vlhkosti může být koncentrace spor plísní až několik desítek tisíc v metru krychlovém vzduchu.
Uvnitř budov mohou plísně růst a rozmnožovat se na zdech nebo i předmětech. Viditelné porosty těchto mikroskopických hub jsou doprovázeny zvýšenou koncentrací spor plísní v ovzduší.

## Vliv plísní na zdraví člověka
Dlouhodobé vystavení plísním neboli vdechování spor, které vypouští do vzduchu, může způsobit zdravotní problémy zejména u lidí s alergiemi nebo respiračními problémy. Plísně nepříjemně dráždí sliznice nosu, hrdla, průdušek, ale také oči, kterou mohou být zarudlé nebo slzet. Podráždit mohou také pokožku, která může svědět a trpět alergickou reakcí. Časté jsou i bolesti hlavy. Při dlouhodobějším vdechování spor může dojít k trvalému poškození průdušek, a dokonce i ke vzniku astmatu; u astmatiků může vystavení plísním vyvolat astmatický záchvat. Vůči působení plísní jsou nejnáchylnější děti, starší lidé a chronicky nemocní.

## Hubení plísně
Při hubení je vhodné používat rukavice a ochranu úst, např. respirátor chránící člověka před vdechnutím spor, které by mohly způsobit alergickou reakci. Plíseň lze likvidovat chemicky, nebo nechemicky. Chemickou cestou lze plíseň zahubit fungicidním přípravkem. V případě nechemické (biologické) likvidace se používá Pythium oligandrum, neboli chytrá houba, která se živí pouze buňkami jiných hub a po zkonzumování veškeré plísně přirozeně vymizí. Pokud plíseň uhyne, houba se uloží do klidového stadia ve zdi či omítce na dobu dvou až tří let, kdy čeká na přísun další potravy. Pokud se plíseň během této doby na zdi neobjeví, houba ztrácí životaschopnost a časem úplně vymizí. Při trvalém odstranění plísně musí být odstraněny veškeré příčiny vzniku jako je teplo a vlhko. Bezpečná hodnota vlhkosti v místnosti se pohybuje mezi 40 až 55 %. Lze ji upravit prostřednictvím odvlhčovače vzduchu.

## Zástupci
- nedohub zlatovýtrusý (Hypomyces chrysospermus) – parazitická vřeckovýtrusná houba, která infikuje převážně hřibovité houby, zejména hřib žlutomasý (Boletus chrysenteron), dříve (dnes lidově) nazývaný „babka“;
- plíseň hlavičková (Mucor mucedo) – bílý povlak na potravinách;
- štětičkovec (Penicillium) – zelenošedý povlak na citrusových plodech; výroba penicilinu.